# Локалитет Јаворнати до
Локалитет Јаворнати до је локалитет у режиму заштите I степена, површине 20,67ha, у северном делу НП Фрушка гора.
Локалитет се налази у ГЈ 3804 Поповица-Мајдан-Змајевац, одељења 28 (одсеци „д” и „е”), 33 (одсек „ф”) и 34 (одсек „а”). Локалитет чине шуме уз поток Левак пре уливања у Лединички поток. Важан је као станиште на ком је издвојено пет посебно значајних врста Осоликих мува.